# Llanera de Ranes
Llanera de Ranes es un municipio español de la Comunidad Valenciana. Pertenece a la provincia de Valencia, en la comarca de La Costera.

## Geografía
Integrado en la comarca de La Costera, se sitúa a 60 kilómetros de Valencia. El término municipal está atravesado por la autovía del Mediterráneo (A-7), en su conexión con la Autovía Almansa-Játiva (A-35). El relieve del municipio es predominantemente llano, salvo al oeste, donde se sitúa una pequeña cadena montañosa, cerca del límite con Estubeny. La altitud oscila entre los 288 m en el extremo occidental y los 120 m al este. El pueblo se alza a 139 m sobre el nivel del mar.

## Historia

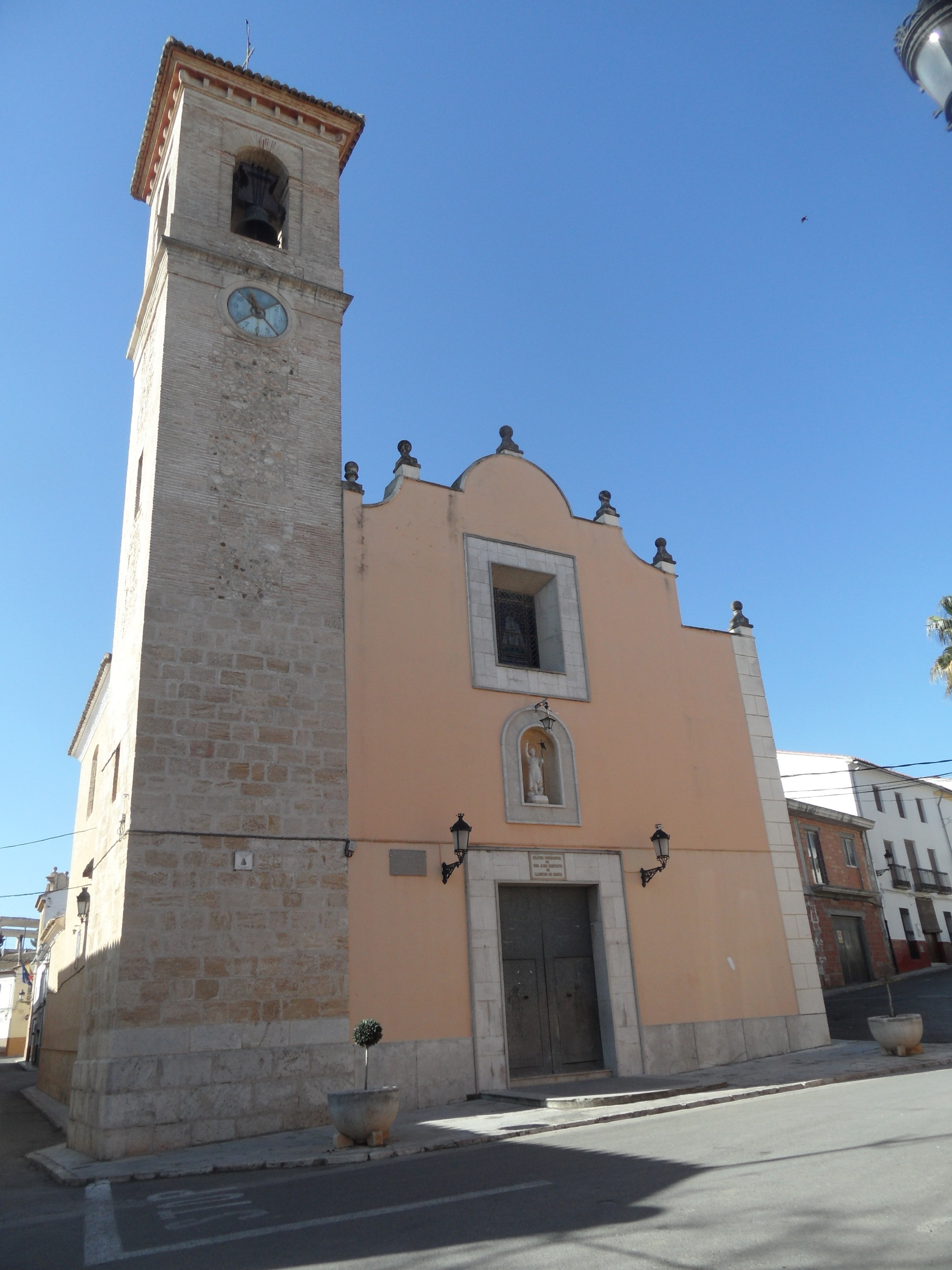
Iglesia de San Juan Bautista.

En el mismo límite del término de Llanera con el de Rotglá y Corbera se halla l’Alt de Carrasposa, en cuya cima se han recogido algunas cerámicas lisas pertenecientes a vasos hechos a mano y unos escasos sílex atípicos, quizá testimonio de la existencia de un poblado de la cultura del Bronce Valenciano. En el Alts de la Llacuna, se descubrieron los restos de un poblado ibérico, en el que se encontró parte de un vaso de cerámica rústica del tipo llamado arcaizante y varios fragmentos de un plato decorado con motivos geométricos.
El primer señorío de la localidad lo tuvo Diego de Fenollet, pasando a poseerlo en el siglo XVI Francisca de Vilaragut y de Sanz, y posteriormente su hijo Jorge. Además del marquesado de Llanera, esta familia tuvo también el condado de Olocau.
La población contaba con 44 casas en 1646, medio siglo más tarde de haber quedado casi despoblada por la expulsión de los moriscos (1609). El terremoto que asoló la comarca en 1743 afectó gravemente a la población. Como consecuencia de aquella catástrofe se anexionó el pueblo de Torrent del Fenollet que había quedado prácticamente deshabitado. En 1794 tenía 105 casas (unos 500 habitantes) y un siglo más tarde, en 1897, había pasado a tener 840 habitantes.

## Demografía
Llanera de Ranes cuenta con una población de 1057 habitantes (INE 2024).
| Gráfica de evolución demográfica de Llanera de Ranes entre 1842 y 2021 |
| |
| Población de derecho según los censos de población del INE Población de hecho según los censos de población del INEEn 1877 crece el término del municipio porque incorpora a Torrent de Fenollet |

## Economía
Los cultivos predominantes son los cítricos (150 Ha), hortalizas, maíz y tubérculos en los terrenos regados; y el olivar (150 Ha), algarrobo, vid y cereales en el secano.

## Administración y política
| Periodo   | Nombre                        | Partido |
| --------- | ----------------------------- | ------- |
| 1979-1983 | Luis Perales Ferrando         | UCD     |
| 1983-1987 | Luis Perales Ferrando         | AP      |
| 1987-1991 | Luis Perales Ferrando         | PP      |
| 1991-1995 | Miguel Martínez Lluch         | UV      |
| 1995-1999 | Miguel Martínez Lluch         | UV      |
| 1999-2003 | Miguel Martínez Lluch         | UV      |
| 2003-2007 | Vicente Sanchis Bonete        | PP      |
| 2007-2011 | Vicente Sanchis Bonete        | PP      |
| 2011-2015 | Vicente Sanchis Bonete        | PP      |
| 2015-2019 | Antonio Vicente Lluch Llorens | Cs      |
| 2019-2023 | Antonio Vicente Lluch Llorens | Cs      |

## Patrimonio
- Iglesia parroquial. Está dedicada a San Juan Bautista.

## Cultura

### Museos
- Museo de Aquarelas Boluda. Museo dedicado a la acuarela, centrado en la figura del pintor valenciano Rafael Boluda. Abierto los fines de semana.
- Museo etnológico "Lluis Perales". Interesante museo etnológico. Abierto los fines de semana.

### Fiestas
- Fiestas Patronales. Celebra sus fiestas patronales en honor a San Juan Bautista, la Divina Aurora y al Cristo de la Fe la semana que precede al primer domingo de septiembre.
- Porrat de Torrente. Feria que se celebra en el poblado de Torrente del Fenollet durante la Cuaresma por privilegio real desde hace siglos.